# Internationale luchthaven Minneapolis-Saint Paul
De Internationale luchthaven Minneapolis-Saint Paul of Minneapolis-Saint Paul International Airport  is een vliegveld 11 km ten zuiden van Minneapolis (en circa 11 km ten zuidwesten en aan de andere zijde van de rivier van Saint-Paul). De luchthaven is tevens een militaire vliegbasis, en thuisbasis voor de 934e Airlift Wing (934 AW), de Air Force Reserve Command (AFRC) unit en de 133e Airlift Wing.
In 2008 verwerkte de luchthaven 34 miljoen passagiers. Dit maakte de luchthaven toen het op negenentwintig na drukste vliegveld van de wereld en het op veertien na drukste vliegveld van de Verenigde Staten.
De luchthaven heeft 2 terminals, de Lindbergh Terminal (naar Charles Lindbergh) en de duidelijk kleinere Humphrey Terminal (naar Hubert Humphrey). Het is een belangrijke hub voor Delta Air Lines, dat 80% van alle passagiers voor zijn rekening neemt. De luchthaven bevindt zich in de onmiddellijke omgeving van de Mall of America maar de vertrek- en aanvliegroutes zijn zodanig vastgelegd dat het winkelcentrum nooit op lage hoogte wordt overvlogen.
De Blue line verbindt het vliegveld met Down Town Minneapolis en met de Mall of America. Het vervoer op de luchthaven tussen terminal 1 en 2 is gratis en 24 uur per dag beschikbaar. Naar St.Paul rijdt een rechtstreekse buslijn.  